# Hoppegarten
Hoppegarten est une commune allemande de l'arrondissement de Märkisch-Oderland, dans le Land de Brandebourg. Sa population s'élevait à environ 18 070 habitants en 2019. Réputée pour son hippodrome remontant à 1868, la commune a ajouté la mention Rennbahngemeinde dans son intitulé officiel.

## Géographie
Hoppegarten est limitrophe de Berlin et se trouve à 19 km à l'est du centre de la capitale. Étendu sur 31,98 km2, le territoire communal est formé de deux parties, les quartiers de Dahlwitz-Hoppegarten et Münchehofe au sud, ainsi que Hönow au nord, séparées par l'arrondissement de Marzahn-Hellersdorf de Berlin et la commune de Neuenhagen à l'ouest. La municipalité fait partie de la région métropolitaine de Berlin-Brandebourg.

### Communes limitrophes
|  |  |

## Politique et administration

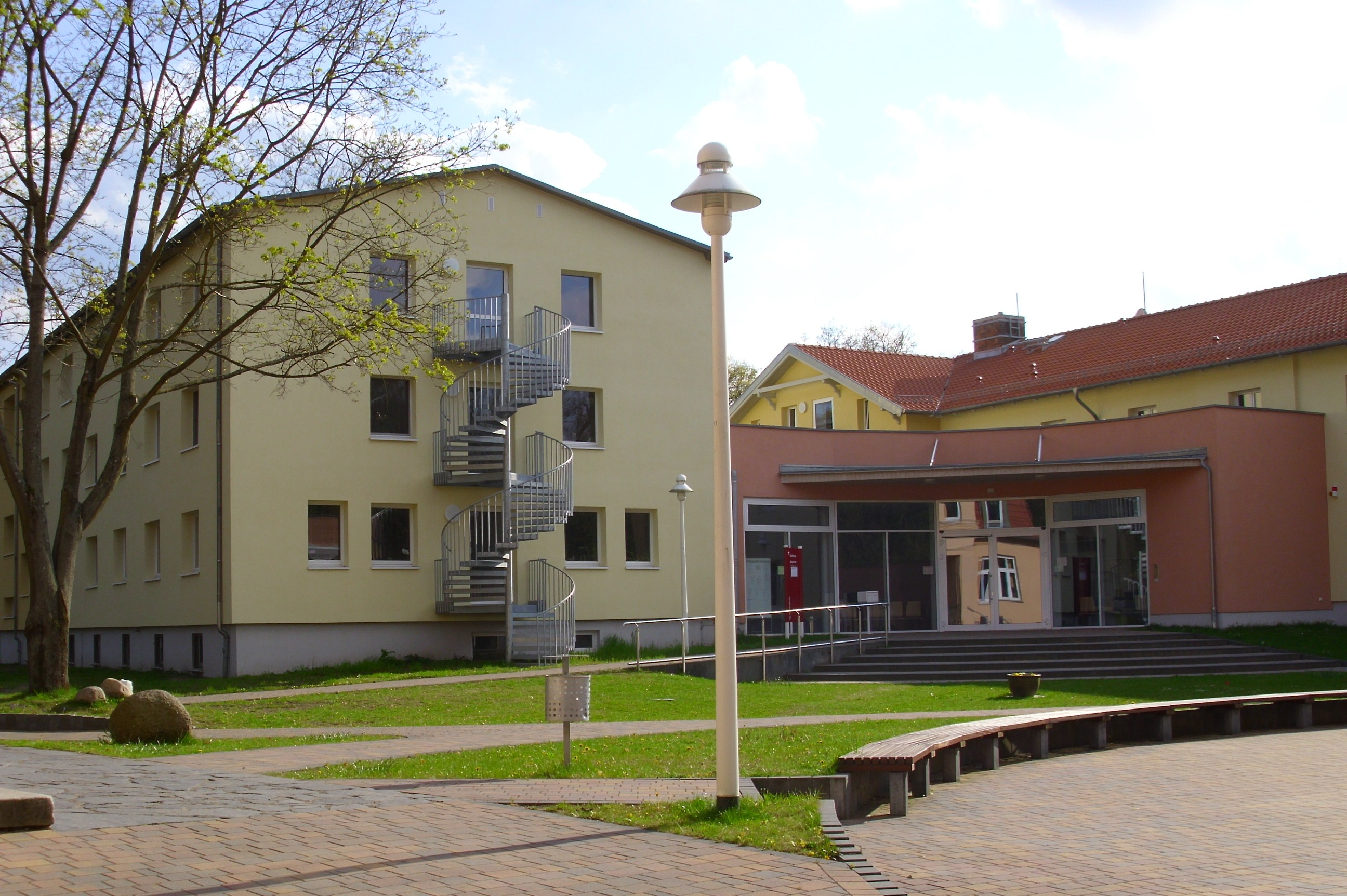
Hôtel de ville.

La commune est dirigée par un conseil municipal de vingt-huit membres élus pour cinq ans. 
| Période                                  | Période  | Identité       | Étiquette | Qualité |
| ---------------------------------------- | -------- | -------------- | --------- | ------- |
| 2003                                     | 2011     | Klaus Ahrens   | CDU       |         |
| 2011                                     | 2019     | Karsten Knobbe | Die Linke |         |
| 2019                                     | En cours | Sven Siebert   |           |         |
| Les données manquantes sont à compléter. |          |                |           |         |

## Transports
La commune possède deux gares ferroviaires de Hoppegarten et de Birkenstein sur la ligne de Prusse-Orientale qui sont desservies par les trains de la ligne 5 du S-Bahn de Berlin. D'autre part, la station Hönow, terminus est de la ligne 5 du métro de Berlin est située à l'entrée d'Hoppegarten. Enfin, plusieurs lignes d'autobus sillonnent les rues de la commune.

## Hippodrome

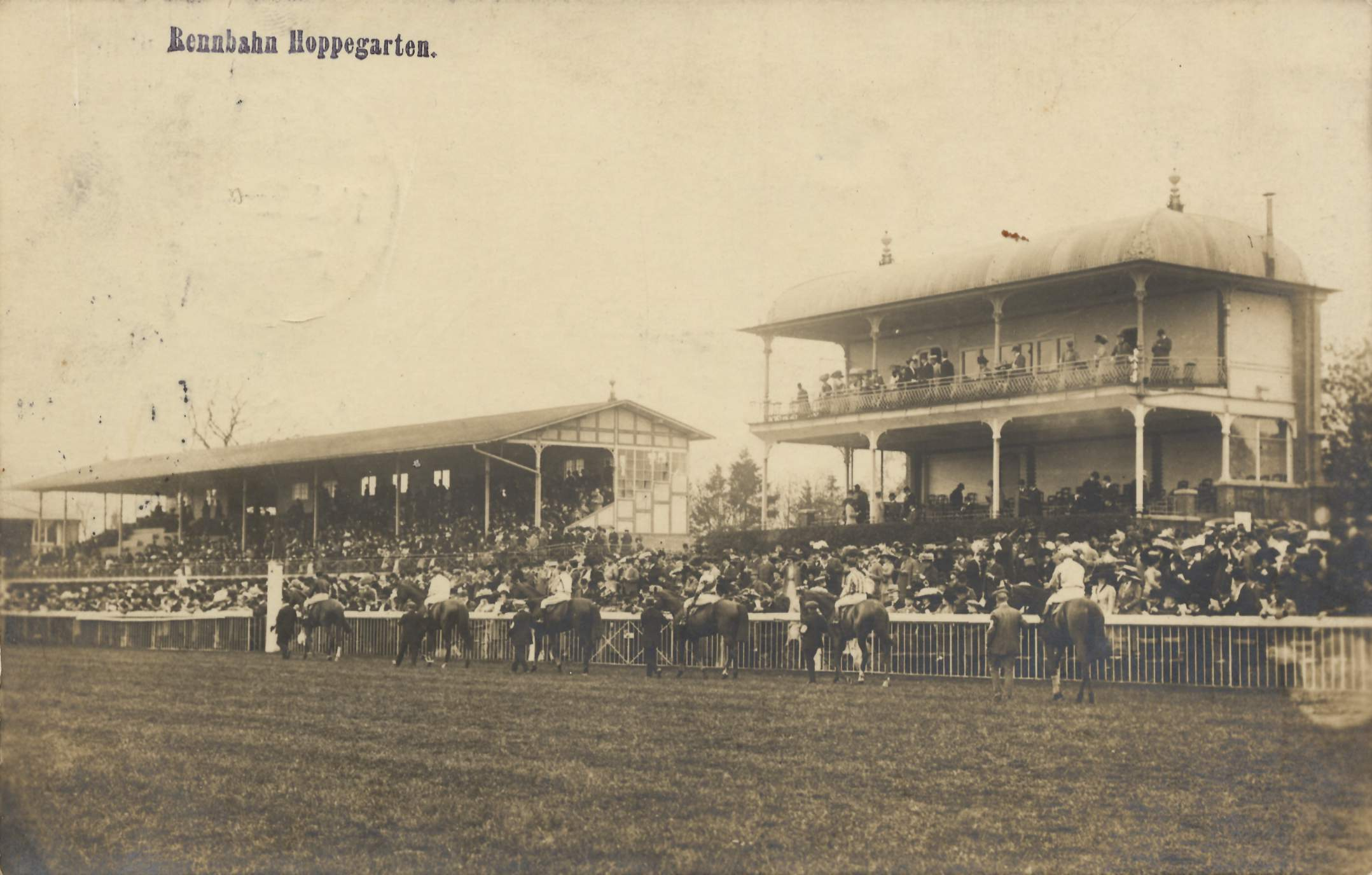
Tribunes de l'hippodrome, vers 1912.

La commune est célèbre en raison de son hippodrome, créé en 1868, qui accueille les grandes compétitions équestres d'Allemagne.

## Relations internationales

### Jumelages
La ville a signé des jumelages ou des accords de coopération avec :
- Iffezheim (Allemagne) ;
- Rzepin (Pologne).

## Personnalité liée à la commune
- Willi Schultheis (1922-1995), cavalier de dressage né à Dahlwitz-Hoppegarten.